# Larry Walters
Lawrence Richard Walters, meglio noto Larry Walters o Lawnchair Larry (Los Angeles, 19 aprile 1949 – Angeles National Forest, 6 ottobre 1993), è stato un camionista statunitense che il 2 luglio 1982 si alzò in volo a bordo di un rudimentale aerostato costruito assemblando 45 palloni sonda meteorologici e una sedia da giardino: durante il volo Walters perse il controllo del velivolo, finendo ad alta quota in una zona di rotte trafficate nei pressi del Los Angeles International Airport. La sua impresa ha avuto grande risonanza mediatica, e ha ispirato, tra gli altri, i film Up e Piovuto dal cielo.

## Biografia
Walters era sin da giovane un appassionato di volo. Scartato dalla United States Air Force per via della sua miopia, a 33 anni decise di riprendere l'idea di usare palloni sonda per alzarsi da terra. Walters aveva avuto quell'idea all'età di 13 anni, vedendo alcuni palloni sonda appesi al soffitto di un negozio di surplus militare. Il suo piano prevedeva di sollevarsi seduto su una sedia da giardino alla quota di circa 9 metri da terra, per rimanervi a fluttuare per diverse ore. Al momento di scendere, Walters prevedeva di sparare con un fucile ad aria compressa ad alcuni palloni, così da scendere dolcemente al suolo.

### Preparazione al volo
Walters, con l'aiuto della sua fidanzata Carol Van Deusen, nel 1982 acquistò 45 palloni sonda e bombole di elio dalla California Toy Time Balloons, presentando una richiesta falsificata a nome del suo datore di lavoro, FilmFair Studios. Walters sostenne che i palloni servivano per girare una pubblicità televisiva.
Dopo aver attaccato i palloni alla sedia da giardino nel cortile di casa sua (1633 W. 7th St., San Pedro, Los Angeles, California), li riempì di elio, lasciando l'apparato ancorato alla propria Jeep con una fune. Indossato un paracadute e preso l'equipaggiamento (comprensivo di alcuni sandwich, una macchina fotografica, una radio CB, della birra e il fucile a pallini) si legò alla sedia, e chiese ad alcuni amici di tagliare la corda che lo frenava.

### Fuori controllo
Appena libero, il velivolo si sollevò a 4600 metri di quota, alzandosi con grande rapidità invece che con una dolce fluttuazione come previsto da Walters. Walters era totalmente impreparato per quella quota, sia in termini di addestramento che di equipaggiamento. Al freddo e con abbigliamento inadeguato, rimase inizialmente bloccato dalla paura, senza sparare ai palloni per timore di perdere l'equilibrio e cadere. Il vento intanto spinse l'apparato oltre Long Beach, attraverso il corridoio d'avvicinamento principale del Long Beach Airport.
Tramite la radio CB riuscì a prendere il contatto con la REACT, un'organizzazione di radioamatori che monitoravano le frequenze radio per segnalare emergenze e offrire aiuto. In una conversazione registrata, all'offerta di aiuto e alla richiesta di informazioni riguardo posizione e stato di difficoltà, Walters rispose che
(Larry Walters)

### L'atterraggio
Dopo 45 minuti di volo, Walters si azzardò a sparare ad alcuni palloni, iniziando una lenta discesa. Durante la manovra il fucile gli cadde di mano, volando verso terra. Il velivolo intanto cominciò a discendere molto lentamente, spostandosi verso terra e finendo per colpire con i cavi dei palloni penzolanti alcune linee elettriche, che causarono un black out di 20 minuti al quartiere di Long Beach. Walters riuscì a scendere a terra.

A terra lo aspettavano membri della polizia dipartimentale di Long Beach, che lo arrestarono immediatamente. Interrogato da un giornalista, Walters rispose che aveva fatto tutto quanto perché "un uomo non può stare con le mani in mano". L'ispettore della sicurezza regionale Neal Savoy riferì che
(Neal Savoy)
Walters fu multato per 4000 dollari per violazioni del regolamento dell'aviazione federale, tra cui l'aver usato un velivolo all'interno di un'area di traffico aeroportuale senza aver stabilito contatto con la torre di controllo. Walters fece ricorso, e la multa fu ridotta a 1500 dollari; vennero fatte cadere le accuse di aver fatto volare un mezzo senza certificazioni di volo, in quanto la legge non sarebbe stata applicabile a quella classe di velivoli. Il commento finale di Walters fu "Se la FAA fosse esistita quando i fratelli Wright stavano testando il loro aereo, non avrebbero mai potuto fare il loro storico volo a Kitty Hawk".
Walters ricevette un premio dal "Bonehead Club" di Dallas, una associazione goliardica, e fu invitato al The Tonight Show e al Late Night with David Letterman. Ricevette anche una menzione d'onore per i Darwin Awards 1982.

### Dopo il volo
La sedia usata per il volo venne regalata da Walters ad un ragazzo del vicinato, un certo Jerry. In seguito, lo Smithsonian richiese la sedia per esporla al museo dell'aviazione, e Walters si pentì di averla regalata. La sedia sarebbe stata ritrovata solo vent'anni dopo, quando il proprietario scrisse una email a Mark Barry, un pilota appassionato della storia di Walters, dimostrando di possedere tuttora la sedia con ancora attaccati i cavi e le taniche d'acqua usate come zavorra.
Walters dichiarò che
In seguito, Walters tenne alcune conferenze motivazionali, abbandonando il suo lavoro di autista. La sua immagine venne usata per una pubblicità a stampa della Timex Corporation all'inizio degli anni novanta, ma tutte queste iniziative non gli portarono fortuna economica.
Walters spese molto tempo camminando sulle San Gabriel Mountains e partecipò a campagne del United States Forest Service come volontario. La relazione con la Van Deusen finì dopo 15 anni, e con lo svanire della popolarità si ritrovò praticamente disoccupato, vivendo di un lavoro saltuario come guardia di sicurezza.
Nel 1993, a 44 anni, si suicidò durante una camminata nella Angeles National Forest, sparandosi al cuore.

## Influenza culturale
L'impresa di Walters, per quanto poco significativa dal punto di vista aeronautico o tecnologico, ebbe negli Stati Uniti una grande copertura da parte delle agenzie stampa locali e nazionali:
- La sua storia venne riportata in teatro in almeno due opere: il musical "Flight of the Lawnchair Man" (vagamente ispirato alla vicenda), e "Up (The Man in the Flying Lawn Chair)" di Bridget Carpenter del 2002 (che affronta il problema della reintegrazione nella società dopo un'esperienza così particolare).[7]
- L'impresa viene citata anche nella commedia All I Really Need to Know I Learned in Kindergarten come racconto di ispirazione.
- L'esperienza di Walters è stata analizzata dalla trasmissione MythBusters in "MythBusters Pilot 3: Larry's Lawn Chair Balloon, Poppy Seed Drug Test, Goldfinger", nel marzo 2003. I conduttori riuscirono a riprodurre le condizioni raccontate da Walters, che erano anche già state confermate dalla FAA.[8]
- L'immagine iconografica del volo con i palloncini è stata ripresa da varie trasmissioni, tra cui SpongeBob SquarePants (The Sponge Who Could Fly) ed A-Team (in cui Murdoch fugge da una prigione legando sacchi di plastica pieni di aria calda ad una sedia)
- La commedia romantica Piovuto dal cielo è strettamente ispirata alla vicenda, mentre invece il film di animazione della Pixar Animation Studios Up ne trae solo lo spunto iniziale.
- Nel film del 1985 Scuola di geni, in una scena tagliata dal montaggio finale Val Kilmer viene visto levitare su una sedia legata a palloncini.
- Nel mondo della musica, la storia ha ispirato il cantante Neil Halstead per la canzone "Hi-Lo and in Between", pubblicata sull'album "Sleeping on Roads", mentre il suicidio ha ispirato i Candyskins per Death of a Minor TV celebrity. L'impresa di Larry Walters, recentemente, ha ispirato anche i Pinback che hanno composto "Walters" contenuta nell'album Autumn of the Seraphs del 2007.
- In un easter egg di SimCity 4 è possibile vedere un uomo che vola attraverso la città su una sedia con palloncini.
- Nel 2003 viene prodotto in Australia il film “piovuto dal cielo” con Rhys Ifans ispirato alla storia di Larry Walters

## Imitatori

### Kent Couch
Kent Couch, il proprietario di una stazione di servizio di Bend, Oregon, a 47 anni avrebbe volato per 390 chilometri il 7 luglio 2007 con un apparato simile a quello di Walters, atterrando a cinque chilometri a nord-nord-ovest di North Powder, Oregon, a poco più di 40 km dal confine dell'Idaho. Couch riuscì a viaggiare a circa 35 chilometri orari, usando borse di plastica da 75 litri d'acqua come zavorra e 105 grandi palloni gonfiati con elio. Couch, come Walters, pensava di sparare ai palloni con una pistola ad aria compressa, ma durante il volo riuscì a trovare un sistema per controllare meglio la discesa rilasciando gas dai palloni. In un secondo volo, il 5 luglio 2008, Couch riuscì ad avverare il suo sogno effettuando un volo interstatale, raggiungendo l'Idaho in nove ore e 12 minuti per coprire i 390 km di distanza.

### Adelir Antonio de Carli
Il 20 aprile 2008 il prete cattolico brasiliano Adelir Antônio de Carli tentò di effettuare un volo con una sedia e 1000 palloncini ad elio (invece dei più resistenti palloni sonda), al fine di raccogliere denaro per la sua attività parrocchiale. De Carli era dotato di sistema GPS, ma non sapeva usarlo, ed aveva ignorato le previsioni del tempo che avvertivano di una tempesta in arrivo: portato dal vento in mare aperto tentò di comunicare con un cellulare per allertare le autorità, senza però sapere effettuare la lettura del GPS per trovare la propria posizione. Il cellulare si scaricò rapidamente, lasciando il prete solo, in quota in mare aperto. Il corpo venne rinvenuto dalla marina brasiliana nei pressi di una piattaforma petrolifera solo il 4 luglio successivo, il giorno precedente il volo interstatale di Couch. A De Carli è stato assegnato un premio ai Darwin Awards 2009.